# Guido Visser
Guido Visser (* 22. Juli 1970 in Montreal) ist ein ehemaliger kanadischer Skilangläufer. 

## Werdegang
Visser belegte bei den nordischen Skiweltmeisterschaften 1995 in Thunder Bay den 60. Platz über 50 km Freistil und holte im März 1994 dort mit dem 39. Platz über 50 km Freistil sein bestes Einzelergebnis im Weltcup. Seine besten Platzierungen bei den nordischen Skiweltmeisterschaften 1997 in Trondheim waren der 42. Platz über 50 km klassisch und der zehnte Rang mit der Staffel. Im Dezember 1997 holte er in Canmore über 15 km klassisch seinen einzigen Sieg im Continental-Cup. Bei den Olympischen Winterspielen im folgenden Jahr in Nagano lief er auf den 71. Platz über 10 km klassisch, auf den 64. Rang über 30 km klassisch, auf den 62. Platz über 50 km Freistil und auf den 58. Rang in der Verfolgung. Zudem errang er dort zusammen mit Donald Farley, Robin McKeever und Chris Blanchard den 18. Platz in der Staffel.

## Siege bei Continental-Cup-Rennen
| Nr. | Datum            | Ort     | Disziplin       | Serie           |
| --- | ---------------- | ------- | --------------- | --------------- |
| 1.  | 7. Dezember 1997 | Canmore | 15 km klassisch | Continental-Cup |

## Teilnahmen an Weltmeisterschaften und Olympischen Winterspielen

### Olympische Spiele
- 1998 Nagano: 18. Platz Staffel, 58. Platz 15 km Verfolgung, 62. Platz 50 km Freistil, 64. Platz 30 km klassisch, 71. Platz 10 km klassisch

### Nordische Skiweltmeisterschaften
- 1995 Thunder Bay: 60. Platz 50 km Freistil
- 1997 Trondheim: 10. Platz Staffel, 42. Platz 10 km klassisch, 55. Platz 15 km Verfolgung, 61. Platz 30 km Freistil, 70. Platz 10 km klassisch